# Serradraco
Serradraco è un rettile volante estinto, appartenente agli pterosauri. Visse tra il Cretaceo inferiore e il Cretaceo superiore (Valanginiano, 130 – 128 milioni di anni fa). I suoi resti sono stati ritrovati principalmente in Inghilterra.

## Classificazione
Nel 1874, Richard Owen nominò un paio di mascelle inferiori dalla collezione di Samuel Husband Beckles, trovata a St Leonards-on-Sea nel Sussex, come una nuova specie di Pterodactylus, Pterodactylus sagittirostris. Il nome specifico significa "punta di freccia dal muso" in latino, riferendosi al profilo della mandibola nella vista superiore. Nel 1888, Edwin Tulley Newton, conformandosi alla sistematica dei pterosauri di prossima pubblicazione da Richard Lydekker, ribattezzò la specie Ornithocheirus sagittirostris. Nel luglio 1891, il British Museum (Natural History), l'attuale Natural History Museum, acquistò il pezzo dagli eredi di Beckles.
Nel 1914, Reginald Walter Hooley riferì questa specie a Lonchodectes, come L. sagittirostris. Nel 1919, tuttavia, Gustav von Arthaber seguì Newton (1888) nel considerare i sagittirostris come una specie di Ornithocheirus (seguito da Wellnhofer 1978). Unwin (2001) continuò a considerare Pterodactylus sagittirostris come una specie di Lonchodectes. Nel 2013, Taissa Rodrigues e Alexander Wilhelm Armin Kellner hanno concluso che Lonchodectes sagittirostris mancava di tratti distintivi ed era quindi un nomen dubium. Nel 2017, Stanislas Rigal, David Martill e Steven Sweetman non erano d'accordo con questo e hanno chiamato un genere separato Serradraco, risultando nella nuova combinazione Serradraco sagittirostris. La specie tipo del genere è l'originale Pterodactylus sagittirostris. Il nome generico è una combinazione del latino serra, "saw" e draco, "dragon", che si riferisce al profilo superiore a forma di sega delle mascelle inferiori.